# La Mesa (California)
La Mesa es una ciudad localizada en el condado de San Diego, en el estado de California, en EE. UU. La población estimada, según el censo del año 2000, era de 54.749 habitantes. Fue fundada en 1869 y oficialmente incorporada como una ciudad el 16 de febrero de 1912.

## Geografía
La Mesa está localizada en las siguientes coordenadas: 32°46′17″N 117°1′22″O / 32.77139, -117.02278 (32.771450, -117.022797).
De acuerdo con la oficina de censos de los Estados Unidos, la ciudad tiene un área total de 24,1 km², de los cuales 24,0 km² son tierra, y 0,1 km² (0,32%) es agua. Lleva su nombre de acuerdo a su topografía. La Mesa era parte de la Misión San Diego de Alcalá, y usada por misioneros españoles.
Es conocida por ser la localidad de nacimiento de Dave Mustaine, fundador, cantante y guitarrista de la banda de Thrash Metal Megadeth.
La flor oficial de La Mesa es la Bugambilia.

## Demografía
Según el censo del año 2000, había 54.749 personas, 24.186 hogares, y 13.374 familias residían en la ciudad. La densidad de población era de 2.282,8 km². Había 24.943 unidades de hogar con una densidad promedio de 1.040 km². La marca racial de la ciudad era 80,64% Blanca, 4,86% Afroamericana, 0,66% Nativo Americana, 4,09% Asiática, 0,40% De las Islas del Pacífico, 5,08% de otras razas, y 4,27% de dos o más razas. Hispanos o Latinos de cualquier raza eran 13,52% de la población.
Había 24.186 hogares, de los cuales el 24,7% tenían niños menores de 18 años viviendo con ellos, el 39,8% eran parejas casadas viviendo juntas, el 11,6% tenían una mujer cabeza de familia sin un esposo presente, y el 44,7% no eran familias. El 34,2% de todos los hogares se componían de individuos y el 12,9% tenían a alguien viviendo solo que era mayor de 65 años de edad o mayor. El tamaño promedio de un hogar era de 2,22 y el tamaño promedio de una familia era de 2,86.
En la ciudad la población se distribuía con un 19,8% menores de 18 años, un 9,9% de 18 a 24 años, un 32,9% de 25 a 44, un 20,3% de 45 a 64, y un 17,0% eran mayores de 64 años o más. La edad media era de 37 años. Por cada 100 mujeres había 89,3 hombres. Por cada 100 mujeres mayores de 18 años había 86,2 hombres.
El ingreso medio para un hogar en la ciudad era de 41.693 dólares, y el ingreso medio para una familia era de 50.398. Los hombres tenían un ingreso medio de 37.215 dólares frente a un ingreso de 30.413 para las mujeres. El ingreso per cápita de la ciudad era de 22.372 dólares. Cerca del 5,2% de las familias y el 9,4% de la población estaban debajo de la línea de pobreza: de ellos, el 10,4% eran menores de 18 años y el 6,2% eran mayores de 65 años.

### Actuales estimaciones
Según las estimaciones de la San Diego Association of Governments (Asociación de Gobiernos de San Diego), el ingreso medio de un hogar en La Mesa en el año 2005 era de 55.609 dólares (sin ajustar la inflación). Al ajustar la inflación (en dólares de 1999, comparando con la información del censo arriba), el ingreso medio para un hogar era de 45.156.

## Historia y gobierno
La ciudad de La Mesa fue incorporada el 16 de febrero de 1912, bajo las leyes generales del estado de California. De acuerdo a esto, no tiene leyes locales, pero opera bajo las leyes del estado de California en todos los aspectos no cobijados por ordenanzas de cualquier otra ciudad.
El consejo de la ciudad consiste en cinco miembros, quienes son elegidos por la ciudad. El alcalde es elegido directamente por los ciudadanos de La Mesa. El alcalde actual es Mark Arapostathis.

## Educación
Los colegios en La Mesa son operados por dos distritos. El distrito del valle La Mesa-Spring opera las escuelas primarias y secundarias en la ciudad, mientras que el Distrito de Escuelas Preparatorias de Grossmont Union gestiona la escuela preparatoria Helix y las escuelas Gateway day.

### Escuelas primarias
- Rolando Elementary School (Distrito del valle La Mesa-Spring)
- La Mesa Dale Elementary School (Distrito del valle La Mesa-Spring)
- Maryland Avenue Elementary School (Distrito del valle La Mesa-Spring)
- Murdock Elementary School (Distrito del valle La Mesa-Spring)
- Murray Manor Elementary School (Distrito del valle La Mesa-Spring)
- Northmont Elementary School (Distrito del valle La Mesa-Spring)
- Lemon Avenue Elementary School (Distrito del valle La Mesa-Spring)

### Escuelas secundarias (Middle/Junior)
- Parkway Middle School (Distrito del valle La Mesa-Spring)
- La Mesa Middle School (Distrito del valle La Mesa-Spring)

### Escuelas preparatorias
- Grossmont High School (Distrito de Grossmont)
- Helix High School (Distrito de Grossmont)

### K hasta 12
- Gateway Community Day (Distrito de Grossmont)
- Gateway West Community Day (Distrito de Grossmont)

## Arte y cultura

### Mercado de agricultores
Hay un mercado de agricultores en La Mesa Village, todos los viernes por la tarde.

### Desfile del Día de la Bandera
El 14 de junio de 1997, con la ayuda de la concejal Ruth Sterling, la ciudad de La Mesa inauguró su primer desfile anual del Día de la Bandera.

### Pasarela de las Estrellas La Mesa
El “Paseo de las Estrellas” es un paseo peatonal que se ha transformado en un parque urbano en el centro de La Mesa. La concejal Ruth Sterling proporcionó la visión de un lugar para reconocer a los extraordinarios voluntarios de La Mesa. El tema del parque honra a los destacados voluntarios de la ciudad que han brindado 10,000 o más horas de servicio a la ciudad de La Mesa. “Paseo de las Estrellas” está ubicado entre el estacionamiento municipal de Allison Avenue y La Mesa Boulevard.

### Salón del Automóvil Regreso a los años 50
Salón del Automóvil Regreso a los Años 50, es un evento anual de verano donde los entusiastas de los autos clásicos vienen a exhibir sus vehículos. El evento se lleva a cabo todos los jueves por la noche durante los meses de junio a agosto en La Mesa Village a lo largo de La Mesa Boulevard. La entrada al evento es gratuita.